# Беллинджер, Коди
Коди Джеймс Беллинджер (англ. Cody James Bellinger, 13 июля 1995, Скотсдейл, Аризона) — американский бейсболист, аутфилдер и игрок первой базы клуба Главной лиги бейсбола «Лос-Анджелес Доджерс». Участник Матча всех звёзд лиги 2017 и 2019 годов. Новичок года в Национальной лиге 2017 года. Победитель Мировой серии 2020 года.

## Биография
Коди родился 13 июля 1995 года в Скотсдейле в Аризоне в семье бывшего профессионального бейсболиста Клея Беллинджера. Его младший брат, Коул, также профессиональный бейсболист, с 2017 года выступающий в системе клуба «Сан-Диего Падрес». В 2007 году Коди в составе школьной команды участвовал в играх детской Мировой серии. В 2013 году он окончил старшую школу Хэмилтона в Чандлере. В последний год обучения он отбивал с показателем 42,9 %, а издание Baseball America включало его в число ста самых перспективных молодых игроков. На драфте Главной лиги бейсбола Беллинджер в четвёртом раунде под общим 124 номером был выбран клубом «Лос-Анджелес Доджерс». После этого он отказался от намерения поступить в Орегонский университет и начал профессиональную карьеру. Первой его командой стал фарм-клуб «Доджерс» в Аризонской лиге.
В 2014 году Беллинджер провёл 46 игр в составе «Огден Рэпторс» в Лиге пионеров. В июне он получил травму плеча, из-за чего пропустил один месяц. В сезоне 2015 года Коди играл за «Ранчо-Кукамонга Квейкс», в составе которых стал победителем чемпионата Калифорнийской лиги. Он также был признан Самым ценным игроком финальной серии и вошёл в сборную всех звёзд лиги. Чемпионат 2016 года Беллинджер начал в AA-лиге в составе «Талсы», но первую игру провёл только 30 апреля, пропустив стартовые матчи из-за травмы бедра. По ходу сезона он прогрессировал и в концовке был переведён в AAA-лигу в «Оклахому», за которую выбил три хоум-рана в трёх играх. Всего за год Коди суммарно сыграл в 116 матчах и выбил 26 хоум-ранов. После окончания сезона он был признан лучшим отбивающим в системе фарм-команд «Лос-Анджелес Доджерс».
Перед началом сезона 2017 года он считался лучшим игроком фарм-системы «Доджерс». Сезон Коди начал в AAA-лиге в составе «Оклахомы», в играх за которую отбивал с показателем 34,3 %. В конце апреля его вызвали в основной состав «Лос-Анджелеса» и он дебютировал в Главной лиге бейсбола. В первом своём сезоне в лиге Беллинджер выбил 39 хоум-ранов, установив рекорд Национальной лиги для новичков. По итогам чемпионата его признали Новичком года. Коди также принял участие в Матче всех звёзд лиги. 15 июля 2017 года в игре с «Майами Марлинс» он выбил сайкл, став первым новичком клуба, добившимся этого. В марте 2018 года, перед стартом нового сезона, клуб переподписал соглашение с игроком.
Второй сезон за «Доджерс» Беллинджер провёл слабее. Несмотря на 25 хоум-ранов его показатели отбивания и занятия баз снизились, он хуже стал отбивать против питчеров-левшей. Коди также второй год подряд неудачно играл в матчах плей-офф, где отбивал с показателем 11,5 % и получил 16 страйкаутов. В защите он действовал эффективнее, благодаря чему был признан Самым ценным игроком Чемпионской серии Национальной лиги, в которой «Лос-Анджелес» обыграл «Милуоки Брюэрс».